# Ho Chi Minh Challenger 2005
L'Ho Chi Minh Challenger 2005 è stato un torneo di tennis facente parte della categoria ATP Challenger Series nell'ambito dell'ATP Challenger Series 2005. Il torneo si è giocato a Ho Chi Minh in Vietnam dal 14 al 20 marzo 2005 su campi in cemento.

## Vincitori

### Singolare
Wang Yeu-tzuoo ha battuto in finale  Tomas Behrend con il punteggio di 6–3, 7–6(4)

### Doppio
Cecil Mamiit /  Eric Taino hanno battuto in finale  Aisam-ul-Haq Qureshi /  Orest Tereščuk con il punteggio di 6–3, 2–6, 6–4